# Rey Ortiz
Rey Ortiz (Acapulco, Guerrero, México; 6 de enero de 1997) es un futbolista mexicano-estadounidense. Juega de extremo.

## Trayectoria

### Inicios
Ortiz formó parte de la academia del LA Galaxy durante tres años entre 2013 y 2016, y en el año 2015 debutó con el equipo reserva del club, el LA Galaxy II el 15 de agosto en la victoria por 3:2 sobre el Austin Aztex en la USL.
Como universitario, jugó para los Portland Pilots. Durante ese tiempo disputó 64 encuentros, anotó 14 goles y registró 26 asistencias. En su época universitaria además jugó para el Portland Timbers sub-23 de la USL PDL.

### Profesional
El 9 de enero de 2020, Ortiz fue seleccionado por el FC Cincinnati en el SuperDraft de la MLS 2020. Firmó contrato con el club el 21 de febrero de 2020.
El 28 de febrero de 2020 fue enviado a préstamo al Charlotte Independence de la USL Championship para la temporada 2020.
Fue liberado del Cincinnati al término de la temporada 2020.

## Selección nacional
Nació en Acapulco, México, y creció en California, Estados Unidos. Ortiz jugó para los Estados Unidos en los niveles sub-14 y sub-15.

## Clubes
| Club                                | País           | Año       |
| ----------------------------------- | -------------- | --------- |
| LA Galaxy II                        | Estados Unidos | 2015      |
| Portland Timbers U23s               | Estados Unidos | 2017-2019 |
| FC Cincinnati                       | Estados Unidos | 2020      |
| Charlotte Independence (A préstamo) | Estados Unidos | 2020      |
| Chattanooga Red Wolves              | Estados Unidos | 2021-2022 |